# Тед Кауфман
Едвард Е. «Тед» Кауфман (англ. Edward E. «Ted» Kaufman; нар. 15 березня 1939, Філадельфія, Пенсільванія) — американський політик-демократ. Він був членом Сенату США від штату Делавер з 15 січня 2009 по 15 листопада 2010 року.
У 1960 році він отримав ступінь бакалавра в Університеті Дюка, а у 1966 — магістра ділового адміністрування в Університеті Пенсильванії. Він був помічником сенатора Джо Байдена з 1973 до 1994, викладав у Школі права Університету Дюка, входив до Агентство США з глобальних ЗМІ з 1995 до 2008.